# Quilombo São Pedro dos Bois
São Pedro dos Bois é uma comunidade remanescente de quilombo, população tradicional brasileira, localizada no município brasileiro de Macapá, no Amapá. A comunidade de São Pedro dos Bois é formada por uma população de 83 famílias, distribuídas em uma área de 7189,3251 hectares. O território foi certificado como remanescente de quilombo (reminiscências históricas de antigos quilombos) em , pela Fundação Cultural Palmares.
Esta comunidade teve o Relatório Técnico de Identificação e Delimitação publicado em 2019 (etapa da regularização fundiária), mas ainda está com a situação fundiária em análise (não titulada) no INCRA.

## História
A história oral da Comunidade São Pedro dos Bois remonta a Gregória Pinheiro de Almeida, uma senhora vinda do Marrocos para Macapá, no navio negreiro Sobralense. Gregória fugiu da fortaleza de São José, onde era escravizada. Escondeu-se no mocambo do C-riaú e depois se estabeleceu no local “Baixa da Velha”, hoje chamado "Boi de Baixo". Teodurico, irmão de Gregória, também veio da África, foi escravizado e fugiu da fortaleza. Mas ele ficou no C-riaú.

Dentre os primeiros moradores estão Camilo José Cirilo, Manoel Maria Cirilo, Raimunda dos prazeres da Silva, Pedro Felisberto, Luis Ricardo, a Senhora Eugenia, Paola Picanço, o Senhor Luiz e o irmão dele Zé Campineiro. A Senhora Anica Barrica era criadora de gado e contribui para que o nome da localidade fosse "São Pedro dos Bois". Ela também instituiu a primeira festa, usando uma imagem de São Pedro que ela possuía. Os moradores da localidade moravam separados e se reuniam para as festas e as ladainhas.
[...] o encontro entre Anica Barriga e Gregória concerne à importância das relações de gênero, as mulheres se sobressaem na condição de matriarcas reforçando a necessidade em recontar parte da história da Amazônia a partir da atuação feminina em diferentes perspectivas. A história de São Pedro dos Bois reporta correlações no jogo de interesses entre a fazendeira Ana Barriga e a negra Gregória que autonomamente teceram estratégias de afirmações em uma temporalidade histórica ainda muito marcada pelo patriarcalismo, patrimonialismo e diferenciação racial.

## Tombamento
O tombamento de quilombos é previsto pela Constituição Brasileira de 1988, bastando a certificação pela Fundação Cultural Palmares:
Art. 216. Constituem patrimônio cultural brasileiro os bens de natureza material e imaterial, tomados individualmente ou em conjunto, portadores de referência à identidade, à ação, à memória dos diferentes grupos formadores da sociedade brasileira [...]
§ 5º Ficam tombados todos os documentos e os sítios detentores de reminiscências históricas dos antigos quilombos.
Portanto, a comunidade quilombola de São Pedro dos Bois é um patrimônio cultural brasileiro, tendo em vista que recebeu a certificação de ser uma "reminiscência histórica de antigo quilombo" da Fundação Cultural Palmares no ano de .

## Situação territorial
A falta do título da terra (regularização fundiária) cria para as comunidades quilombolas uma dificuldade de desenvolver a agricultura, além dos conflitos com os fazendeiros de suas regiões e a impossibilidade de solicitar políticas sociais e urbanas para melhorias de condições de vida, como infraestrutura urbana de redes de energia, água e esgoto.

Povos Tradicionais ou Comunidades Tradicionais são grupos que possuem uma cultura diferenciada da cultura predominante local, que mantêm um modo de vida intimamente ligado ao meio ambiente natural em que vivem. Através de formas próprias: de organização social, do uso do território e dos recursos naturais (com relação de subsistência), sua reprodução sócio-cultural-religiosa utiliza conhecimentos transmitidos oralmente e na prática cotidiana.